# Ella Lemhagen
Ella Lemhagen (Uppsala, 29 agosto 1965) è una regista e sceneggiatrice svedese.

## Filmografia

### Regista

#### Cinema
- Suicide Bridge - cortometraggio (1992)
- 13-årsdagen - cortometraggio (1994)
- Drömprinsen - Filmen om Em (1996)
- Välkommen till festen (1997)
- Un sogno realizzato (Tsatsiki, morsan och polisen) (1999)
- Om inte (2001)
- Martin e Julia (Tur & retur) (2003)
- Patrik 1,5 (2008)
- Kronjuvelerna (2011)
- Il ragazzo dai pantaloni d'oro (Pojken med guldbyxorna) (2014)
- Tutte le strade portano a Roma (All Roads Lead to Rome) (2015)
- Jag kommer hem igen till jul (2019)
- Lust (2022)

#### Televisione
- Järnvägshotellet - miniserie TV, episodi 1x01-1x02-1x03 (2003)

## Premi e riconoscimenti
Guldbagge
1997 - Candidatura a miglior regista per Drömprinsen - Filmen om Em
2000 - Miglior regista per Un sogno realizzato